# Climax (película de 2018)
Climax es una película belga-francesa de terror musical psicodélico escrita, coeditada y dirigida por Gaspar Noé. La película está protagonizada por Sofia Boutella junto a un reparto coral de papeles secundarios. La trama se desarrolla en 1996 y sigue a una compañía de danza francesa que realiza un ensayo de varios días en una escuela abandonada. La última noche de ensayo es un éxito, pero la fiesta de celebración del grupo después toma un giro oscuro cuando en el cuenco de sangría comunal se vierte LSD, lo que pone a cada uno de los bailarines en estados agitados, confusos y psicóticos. 
La película es notable por su producción poco ortodoxa, habiendo sido concebida y preproducida en cuatro semanas y filmada en orden cronológico en tan solo 15 días. Si bien Noé concibió la premisa, la mayor parte de la película fue improvisada en el momento y sin ensayos por parte del elenco, a quienes no se les dieron líneas de diálogo con antelación y tuvieron casi completa libertad en cuanto a dónde llevar la historia y los personajes. Climax asimismo mostró decisiones inusuales de edición y fotografía, e incluye varias tomas largas, incluida una de más de 42 minutos. El elenco de la película está compuesto casi exclusivamente por bailarines que, con excepción de Boutella y Souheila Yacoub, no tenían experiencia previa en la actuación. 
La película se estrenó el 10 de mayo de 2018 en la sección Quincena de Realizadores en el Festival de Cannes 2018 donde ganó el Art Cinema Award. Fue estrenada en cines de Francia el 19 de septiembre de 2018 por Wild Bunch y en Bélgica el 21 de noviembre de 2018 por O'Brother Distribution. La película recibió críticas positivas, con muchos elogios para su dirección, cinematografía, banda sonora, coreografía e interpretaciones, aunque algunos criticaron su violencia y la falta percibida de historia. 

## Argumento
A mediados de los años 90, veinte jóvenes bailarines de danza urbana que se habían reunido para varias jornadas de ensayos durante tres días en un internado en desuso situado en el corazón de un bosque. Cuando terminan su último baile común, celebran con una fiesta alrededor de una gran fuente de sangría. Descubren que la sangría de la cual bebieron había sido adulterada con LSD, pero no saben por quién o por qué. Pronto, la atmósfera se vuelve eléctrica y una extraña locura los atrapa, convirtiendo su exultante noche en una pesadilla, cuando uno a uno sienten las consecuencias de una crisis psicodélica colectiva.

## Reparto
- Sofia Boutella como Selva.
- Romain Guillermic como David.
- Souheila Yacoub como Lou.
- Kiddy Smile como Daddy.
- Claude Gajan Maull como Emmanuelle.
- Giselle Palmer como Gazelle.
- Taylor Kastle como Taylor.
- Thea Carla Schott como Psyche.
- Sharleen Temple como Ivana.
- Lea Vlamos como Eva.
- Mounia Nassangar como Dom
- Alaia Alsafir como Alaya.
- Kendall Mugler como Rocket.
- Lakdhar Dridi como Riley.
- Adrien Sissoko como Omar.
- Mamadou Bathily como Bats.
- Alou Sidibe como Alou.
- Ashley Biscette como Ashley.
- Tiphanie Au como Sila.
- Sarah Belala como Jennifer.
- Alexandre Moreau como Cyborg.
- Naab como Rocco.
- Strauss Serpent como Serpent.
- Vince Galliot Cumant como Tito.

## Estreno
Se proyectó en la sección Quincena de Realizadores en el Festival de Cannes 2018 donde ganó el Art Cinema Award. Posteriormente, la película fue adquirida para su lanzamiento en el Reino Unido por Arrow Films y en los Estados Unidos por A24. Fue estrenada en Francia el 19 de septiembre de 2018 por Wild Bunch Distribution y en Bélgica el 21 de noviembre de 2018 por O'Brother Distribution. Fue estrenada en el Reino Unido el 21 de septiembre de 2018 por Arrow Films. Fue estrenada en Estados Unidos el 1 de marzo de 2019 por A24.